# Aciotis olivieriana
Aciotis olivieriana är en tvåhjärtbladig växtart som beskrevs av Freire-fierro. Aciotis olivieriana ingår i släktet Aciotis och familjen Melastomataceae.
Artens utbredningsområde är Colombia. Inga underarter finns listade i Catalogue of Life.